# Taras Kutowy
Taras Wiktorowycz Kutowy, ukr. Тарас Вікторович Кутовий (ur. 25 lutego 1976 w Kijowie, zm. 21 października 2019 w pobliżu m. Tarasenkowe w rejonie orżyckim) – ukraiński polityk i menedżer, deputowany do Rady Najwyższej Ukrainy, od 2016 do 2018 minister polityki rolnej.

## Życiorys
W 1998 ukończył studia na Kijowskim Narodowym Uniwersytecie Ekonomicznym. W 2002 został absolwentem instytutu zarządzania (MIM-Kijów). Pracował na kierowniczych stanowiskach w przedsiębiorstwach inwestycyjnych i organizacjach pozarządowych.
Zaangażował się w działalność partii UDAR, którą założył Witalij Kłyczko. W 2012 z ramienia tej formacji uzyskał mandat posła do Rady Najwyższej VII kadencji. W 2014 jako kandydat współtworzonego przez UDAR Bloku Petra Poroszenki został wybrany do parlamentu VIII kadencji.
14 kwietnia 2016 został powołany na urząd ministra polityki rolnej w utworzonym wówczas rządzie Wołodymyra Hrojsmana. Zakończył urzędowanie w listopadzie 2018.
21 października 2019 zginął w wyniku katastrofy helikoptera Robinson R44 we wsi Tarasenkowe w obwodzie połtawskim.